# Maria Quintans
Maria Quintans   (Lisboa, 1955 - Hospital de São José, 15 de juny de 2024) va ser una poeta, dramaturga i editora portuguesa.

## Biografia
Va ser una de les fundadores de la Revista Inútil, on va col·laborar com a directora editorial. Així mateix, va estar involucrada en la fundació de les editorials Hariemuj, Cama de Gato i Guilhotina, on també hi va treballar com a editora.
Va publicar les obres de poesia Apoplexia da Idea en 2008, Chama-me Constança en 2010, O Silêncio en 2013, A Pata da Cabra en 2014, Décimo Terceiro Andamento en 2015, i Se me empurrares eu vou en 2019. A més d'això, diversos dels seus poemes van ser compilats en revistes i llibres portuguesos, brasilers i espanyols.
La seva primera obra de dramaturgia va ser el monòleg Décimo Terceiro Andamento, en 2015, i l'any següent va escriure la peça infanto-juvenil Este Não Sou Eu. En 2020 va editar les peces A Síndrome da Culpa i Os Demónios Não Gostam de Ar Fresco. Quintans va reconèixer que al llarg de la seva carrera s'havia inspirat freqüentment en l'autor suec Ingmar Bergman. De fet, el 2024 va fer una residència literària a l'illa de Fårö, a Suècia, segons recomanació de l'actriu Liv Ullmann, qui havia estat companya de Bergman. La peça Os Demónios Não Gostam de Ar Fresco va estrenar-se al Teatre São Luiz, l'abril de 2024.
Va morir el 15 de juny de 2024, amb 69 anys d'edat, a l'Hospital de Sant Josep, a causa d'un aneurisma cerebral. La Ministra de Cultura va emetre una nota de pesar, on va destacar la seva carrera com escriptora i editora, havent classificat Maria Quintans com «interventora i entusiasta», i va lloar la seva «notable veu poètica, capaç d'arribar a diferents lectors».